# غريغ مور
غريغ مور هو متسابق دراجات نارية كندي، ولد في 22 أبريل 1975 في نيو ويستمينيستر في كندا، وتوفي في 31 أكتوبر 1999 في فونتانا في الولايات المتحدة.

## وصلات خارجية
- غريغ مور على موقع IMDb (الإنجليزية)

- غريغ مور على موقع Racing-Reference.info (الإنجليزية)
- غريغ مور على موقع DriverDB.com (الإنجليزية)